# Bishōjo

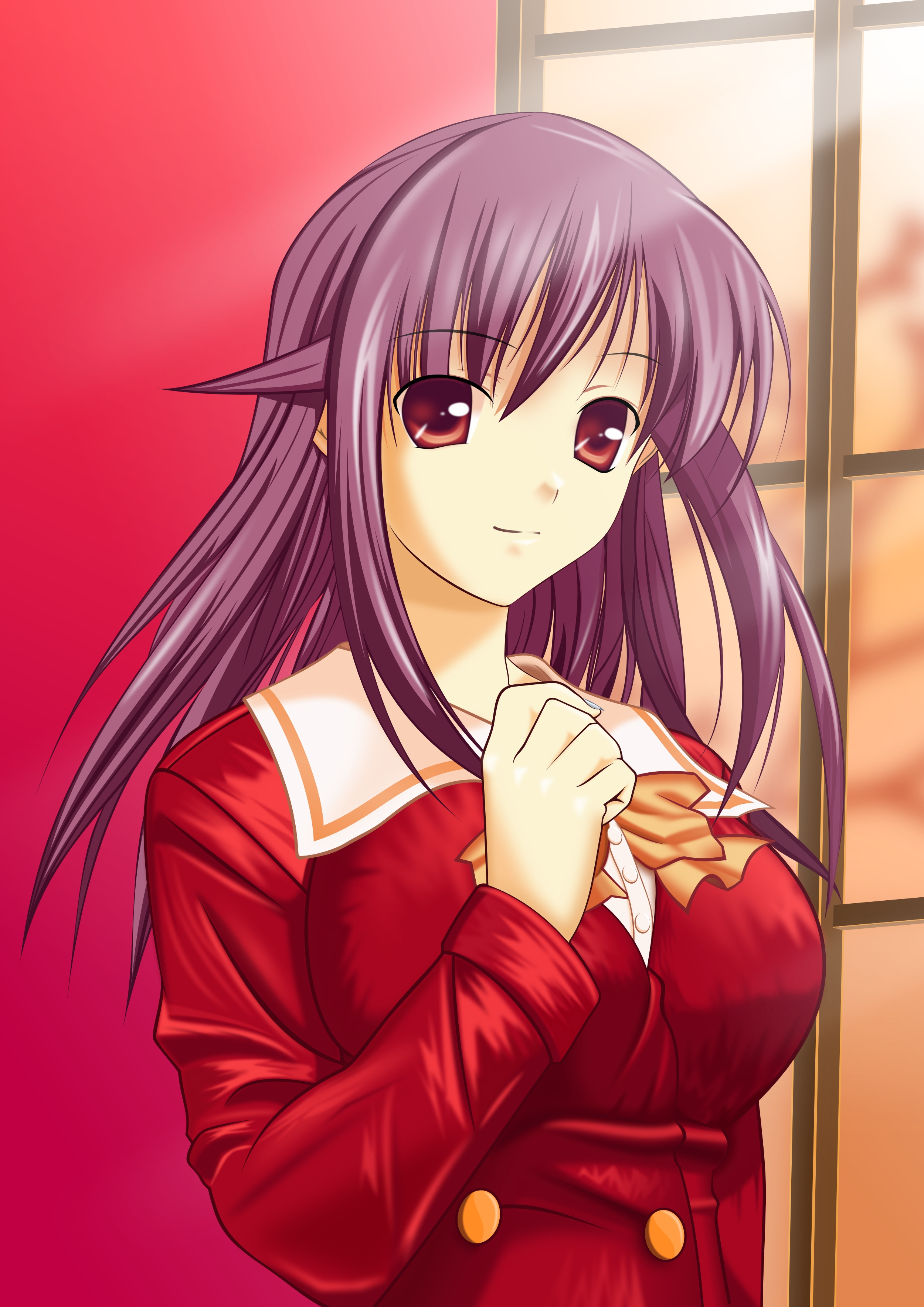
Ilustración de estilo moe de un personaje bishōjo combinando elementos del diseño de Mahoro Andou de Mahoromatic y Haruhi Suzumiya de Suzumiya Haruhi no Yūutsu.

Bishōjo (美少女:びしょうじょ?  literalmente, «niña hermosa»), también transliterado como bishoujo, es un término estético japonés utilizado para referirse a chicas guapas, usualmente en una edad colegial.

## Bishōjoen el manga y anime
El bishōjo se puede ver en casi todos los géneros de manga y anime, desde el shōjo hasta el mecha, pero especialmente en los videojuegos bishōjo y los llamados manga o anime harem. Es algunas veces considerada la forma más liviana de fanservice, particularmente debido a que un personaje de una mujer mayor suele ser más apropiado para la sociedad occidental. Las «series bishōjo» son series enfocadas directamente hacia una audiencia predominantemente masculina al ofrecer ese tipo de personajes, y presentando algún personaje masculino, cosa no común en el género. El propósito de este género, para esta audiencia radica principalmente en un arte que crea personajes femeninos atractivos, y el término por sí mismo en algunas ocasiones se percibe negativamente como un «género» que solo depende de la comerciabilidad de sus lindos personajes.
El término bishōjo se distingue de la palabra que lo separa del prefijo bi (que se refiere a la belleza), shōjo que se refiere al sexo de los personajes, no a la audiencia a la que está dirigido. Shōjo se utiliza para referirse al manga y anime para chicas mientras que bishōjo es manga y anime sobre chicas bonitas, generalmente dirigido hacia audiencias masculinas.
Una de las series bishōjo más famosa del mundo es Sailor Moon (美少女戦士セーラームーン Bishōjo Senshi Sērā Mūn?), que, originalmente fue un manga escrito por Naoko Takeuchi en la revista Kodansha y pasó a ser anime de Toei Animation.

## Estilo moe
Es una forma de belleza fetichista o, más específicamente, algo sensual, adorable o muy hermoso. Este estilo se aplica frecuentemente hacia las adolescentes, normalmente entre los 13 y los 19 años de edad.

## Concursosbishōjo
La cantante Aya Ueto adquirió su fama inicialmente por medio de un concurso de belleza bishōjo televisado nacionalmente a los 20 años. La modelo y actriz Ryōko Yonekura también ganó uno de estos concursos en 1992.